# Замок Холтон
Холтонский замок (англ. Halton Castle) — руинированный замок XI века, расположенный в деревне Холтон, которая в настоящее время является частью города Ранкорн (графство Чешир, Англия). Замок находится на вершине холма Холтон-Хилл, с которого открывается прекрасный вид на деревню. Комиссия «Английское наследие» присвоила этому памятнику статус «списочное строение» категории I и «списочный памятник старины».
Замок с XI по XIV век был резиденцией баронов Холтонов, а затем перешёл в распоряжение герцогов Ланкастерских. Во время гражданской войны в Англии дважды подвергался осаде и получил значительные разрушения. В XVIII веке на месте старого замка было построено поместье. В настоящее время поместье превращено в паб, рядом с которым сохранились руины замка.

## История

### Строительство и управление
Считается, что поселение в Холтоне существует с доисторических времён, хотя археологических свидетельств этому нет. После нормандского завоевания Гуго д’Авранш, 1-й граф Честер, основал баронство Холтон. Первым бароном Холтон был назначен Найджел из Котантена, который, наиболее вероятно, построил первый деревянный замок, представлявший собой огороженный частоколом двор, внутри которого находился холм, увенчанный башней. Однако раскопки 1986—1987 годов не обнаружили останков башни или частокола. Наиболее вероятно, в XII веке деревянные строения были заменены каменными, построенными из добываемого поблизости песчаника, хотя документальных свидетельств этого не осталось. Детали строительной технологии той поры фрагментарны, но предполагается, что перестройку замка осуществил Джон Гонт, 14-й барон Холтон, однако достоверных свидетельств этому тоже нет. Когда 15-й барон, Генрих Болингброк (англ. Henry Bolingbroke), занял английский престол под именем Генрих IV, замок стал собственностью герцогства Ланкастерского.
Самые ранние документальные свидетельства строительных работ в замке Холтон показывают, что в течение XV и начала XVI веков он постоянно достраивался. Между 1450 и 1457 годами была построена новая привратная башня. Нет данных, что замок участвовал в войне Роз, и это маловероятно ввиду его удалённости от мест основных событий. Тем не менее, в Перечне королевских замков 1609 года говорится, что замок нуждается в ремонте. В период правления Тюдоров замок использовался скорее не как крепость, а как тюрьма, административный центр и место судебных процессов. В 1580—1581 годах замок предназначался для заключения рекузантов — католиков, отказавшихся принять англиканскую церковь, — однако нет свидетельств, что он использовался в этом качестве.

### Посещения коронованных особ
Документальных свидетельств посещения замка коронованными особами не осталось, однако полагают, что в 1207 году замок посетил король Иоанн Безземельный и пожертвовал £5 на содержание местной часовни. Эдуард II побывал в замке и жил здесь три дня в ноябре 1323 года, в течение которых он посетил также монастырь Нортон.

### Гражданская война
Когда началась гражданская война, в замке стоял гарнизон роялистов под командованием капитана Уолтера Примроуза (англ. Walter Primrose), назначенного графом Риверсом. В 1643 году замок был осаждён «круглоголовыми» под командованием сэра Уильяма Бреретона, и через несколько недель роялисты сдались.
Через некоторое время возникли слухи, что к замку приближаются превосходящие силы роялистов под командованием принца Руперта. Круглоголовые покинули замок и он был занят полковником Фенвиком (англ. Colonel Fenwick).
В 1644 году замок был осаждён второй раз, роялисты отступили от замка и он снова был взят Уильямом Бреретоном. В 1646 году «Совет войны» (англ. Council of War) в Уоррингтоне принял решение вывести гарнизон из замка Холтон. После этого замок не имел никаких оборонительных функций. Известно, что к 1650 году замок находился в полуразрушенном состоянии.

### Дальнейшая история
Состояние замка продолжало ухудшаться, хотя он всё ещё использовался для проведения судебных заседаний. В 1728 году граф Джордж Чамли взял замок в аренду у короля.
В 1737 году здесь под руководством ливерпульского архитектора Генри Сефтона и столяра из Прескота Джона Орма было построено новое здание суда. На первом этаже находился зал судебных заседаний, а в подвале находилась тюрьма. К 1792 году здание суда пришло в упадок, и были выделены деньги на его ремонт. Суд действовал здесь до 1908 года.
Около 1800 года к полуразрушенному замку были пристроены три стены, чтобы улучшить вид на него со стороны монастыря Нортон, где жил сэр Ричард Брук (англ. Richard Brooke). Одна из этих стен была разрушена в 1906 году. Во время Викторианской эпохи поблизости от замка был построен глубинный сад и две лужайки для боулинга. В 1977 году замок был сдан в аренду Совету Холтона. В 1986—1987 на месте замка были проведены археологические раскопки.

## Современное состояние
Замок управляется попечительским советом музея монастыря Нортон. Время от времени замок открывается для посещения, существуют планы в дальнейшем использовать его в качестве музея. Замку присвоен статус «списочного строения» категории I. Стены замка полуразрушены, однако окрестные здания находятся в хорошем состоянии. С холма открывается живописный вид во все стороны, включая Ланкашир, Чешир, Пеннинские горы, холмы национального парка Пик-Дистрикт и горы северного Уэльса. В зале суда в настоящее время расположен паб под названием Касл-Хотел (англ. Castle Hotel). На первом этаже расположены гостиничные комнаты, а в подвале находится питейное заведение. Касл-Хотел отнесён к «списочным строениям» категории II.